# 55-й зенітний ракетний полк (Україна)
55-й зенітний ракетний полк (55 ЗРП, в/ч А4519) — військове з'єднання зенітних ракетних військ Повітряних Сил України, яке існувало до 2014 року.

## Історія

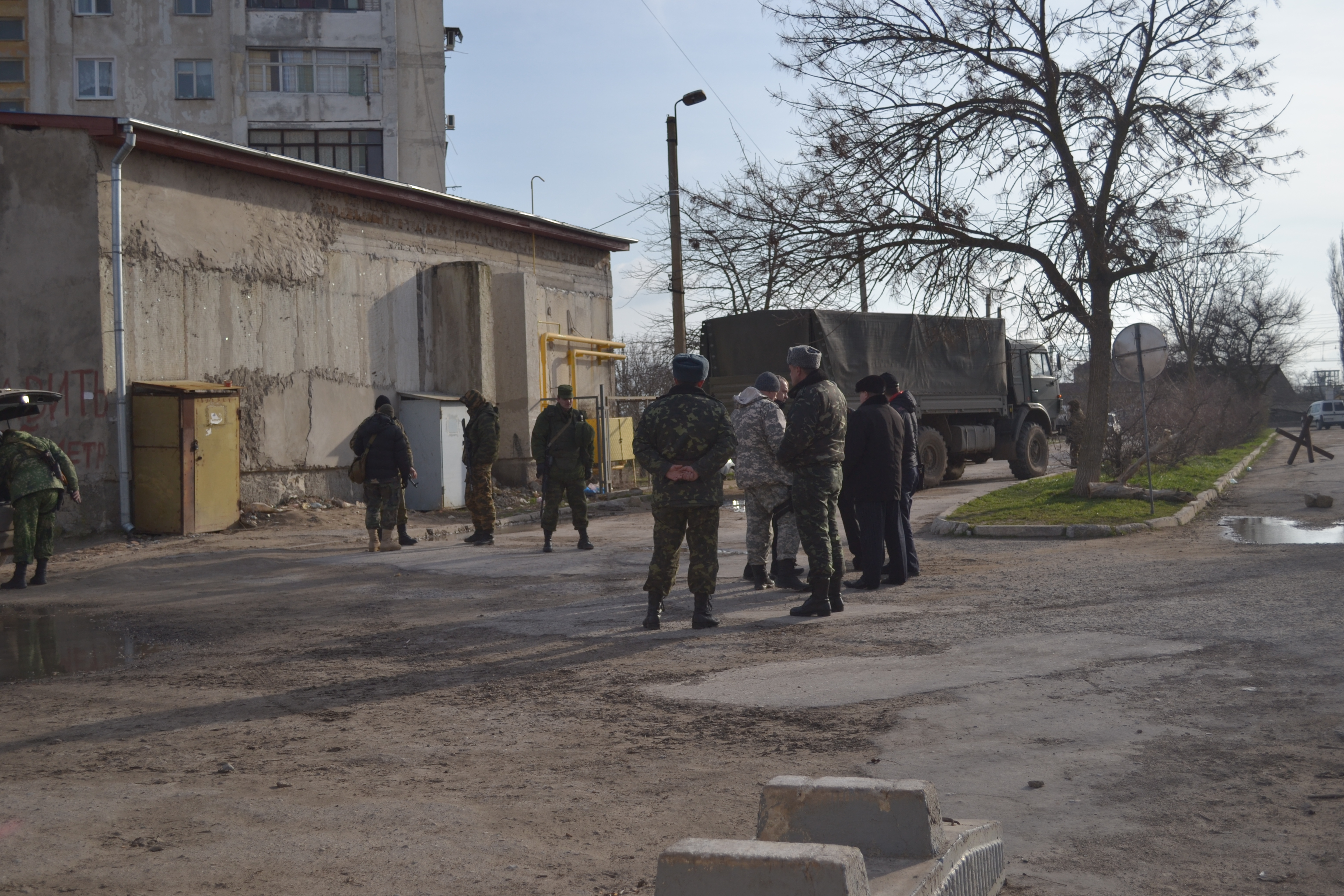
2014

Під час розпаду СРСР у 1992 році 55-та зенітна ракетна бригада Радянської армії була передислокована в Одеський військовий округ, де ввійшла до складу 32-го армійського корпусу Збройних сил України.
Згідно Директиви Головнокомандувача ППО ЗСУ від 11.12.2002 року бригада була переформована на полк. З 1 лютого по 15 квітня 2004 року в повному складі була передислокована в Євпаторію.
1 березня 2014 р., під час захоплення Криму Росією, близько 30 військовослужбовців РФ проникли на територію запасного командного пункту 55-го зенітно-ракетного полку в Євпаторії та відібрали зброю в кількох десятків українських військовослужбовців, поклали їх на підлогу та вилучили у них засоби зв'язку.

## Структура
- 514-й окремий зенітний ракетний дивізіон в/ч А4521 Бук-М1
- 515-й окремий зенітний ракетний дивізіон в/ч А4523 Бук-М1
- 518-й окремий зенітний ракетний дивізіон в/ч А4524 Бук-М1

## Командування
- полковник Андрій Матвієнко